# Instytut Technologiczny w Petersburgu

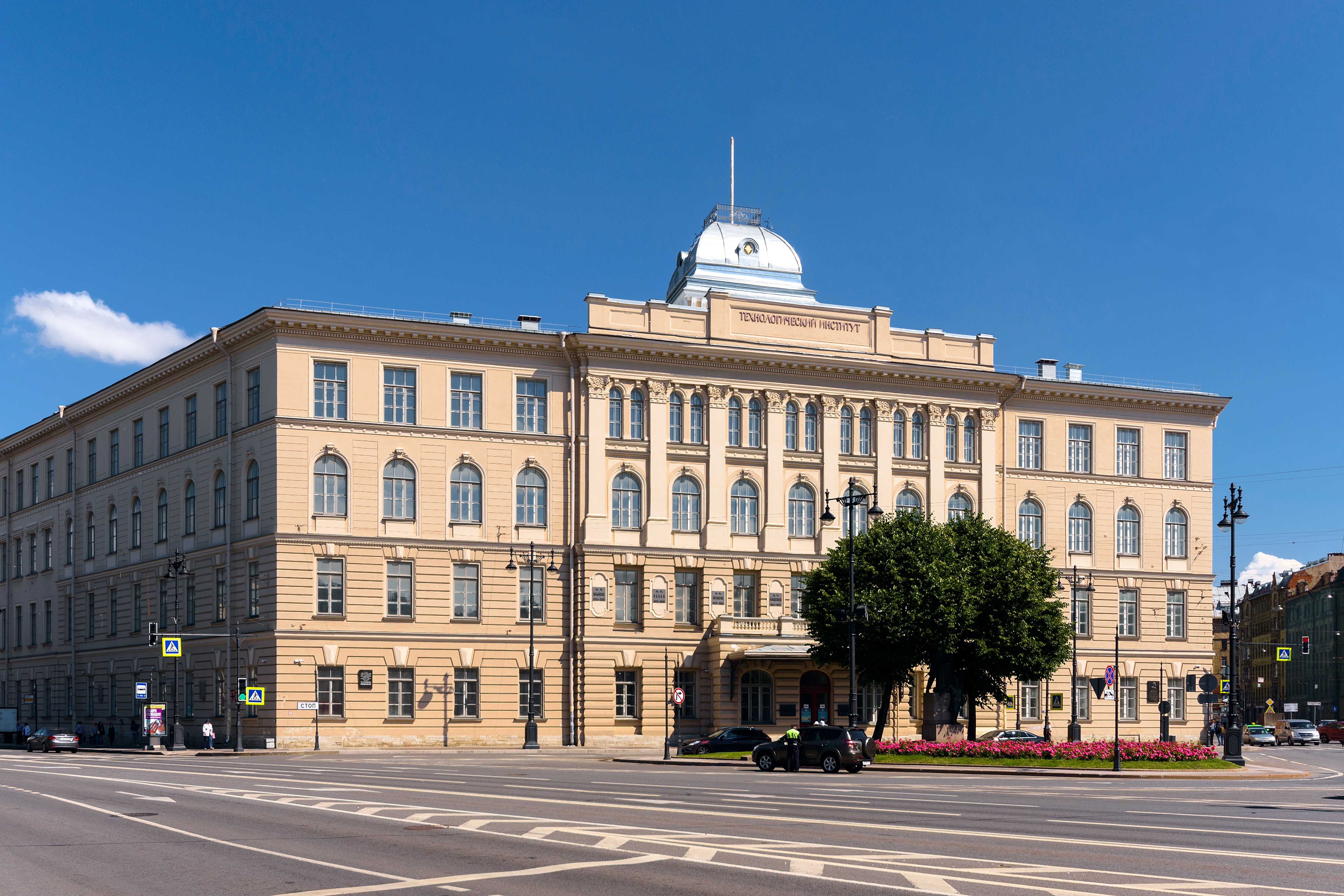
Główna siedziba Instytutu Technologicznego w Petersburgu na prospekcie Moskiewskim 24/26

Instytut Technologiczny w Petersburgu obecnie Petersburski Państwowy Instytut Technologiczny – istniejąca od 1828 uczelnia państwowa w Petersburgu, specjalizująca się w kierunkach politechnicznych 

## Powstanie uczelni

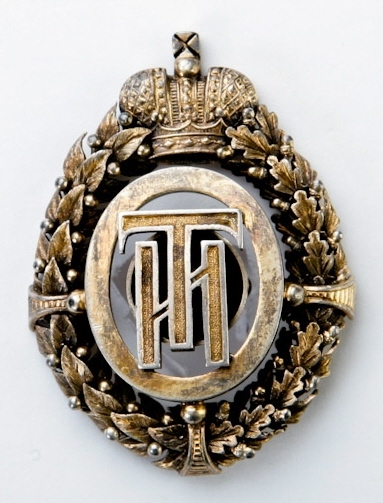
Odznaka ukończenia Instytutu Technologicznego w Petersburgu (1900)

Uczelnia nosząca wówczas nazwę Praktyczny Instytut Technologiczny (Практический технологический институт) została założona w 1828 roku, z inicjatywy ministra skarbu Jegora Kankrina (1774–1845) za panowania cara Mikołaja I. Tworząc szkołę wzorowano się na doświadczeniach angielskich. W 1831 otrzymała budynek, będący odtąd głównym centrum uczelni przy obecnym prospekcie Moskiewskim 24-26. Początkowo była to niższa szkoła techniczna, kształcąca majstrów do zarządzania oddziałami manufaktur tworzonych wówczas licznie w Rosji. Absolwenci nie mieli prawa wstępu do służby cywilnej. Uczniów rekrutowano z różnych guberni na wniosek rad miejskich. Posiadała dwa oddziały, młodszy i starszy – oba trzyletnie, w których nauka była bezpłatna zaś uczniowie utrzymywali się ze stypendiów państwowych. W tym okresie w Instytucie wykładano następujące przedmioty: zasady religii, kaligrafię, geografię wraz z historią, początki historii naturalnej, rysunek ogólny (m.in. maszyn, budowli), arytmetykę, algebrę, geometrię, matematykę stosowaną, podstawy fizyki, chemia praktyczna, technologia barwienia, konstrukcje różnych maszyn, materiały fabryczne. Szkoła posiadała świetnie  wyposażone warsztaty: tokarski, ślusarski, kowalski, giserski, stolarski, tkacki i przędzalniczy, oraz laboratorium chemiczne i farbiarskie. W 1839 r. do instytutu włączono szkołę medalierska mieszcząca się do tej pory przy mennicy petersburskiej. W 1847 powstał kierunek gorzelniczy. Dyrektorami Instytutu w tych latach byli: matematyk i mason Iwan Michajłowicz Jewreimow (1828-1838), inżynier wojskowy Wilhelm Von Blau (1838-1852), inżynier górniczy Konstantin Fiodorowicz Buteniew (1852-1858) i inżynier górniczy Ilja Pietrowicz Czajkowski (1858-1863). Pierwsi absolwenci ukończyli Instytut Technologiczny w 1837.

## Instytut Technologiczny w Petersburgu (1862-1917)

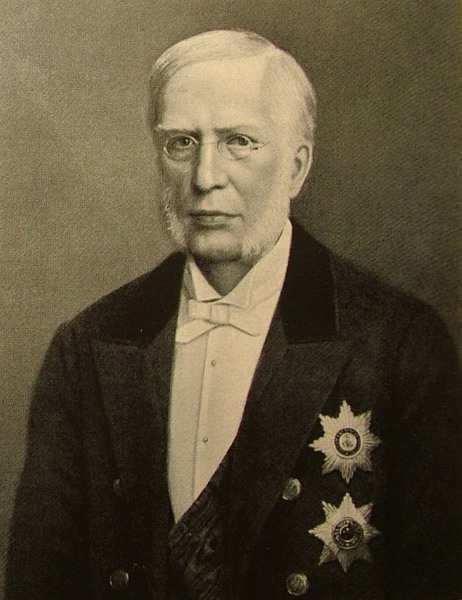
Iwan Wyszniegradzkij - dyrektor i właściwy twórca Instytutu Techologicznego

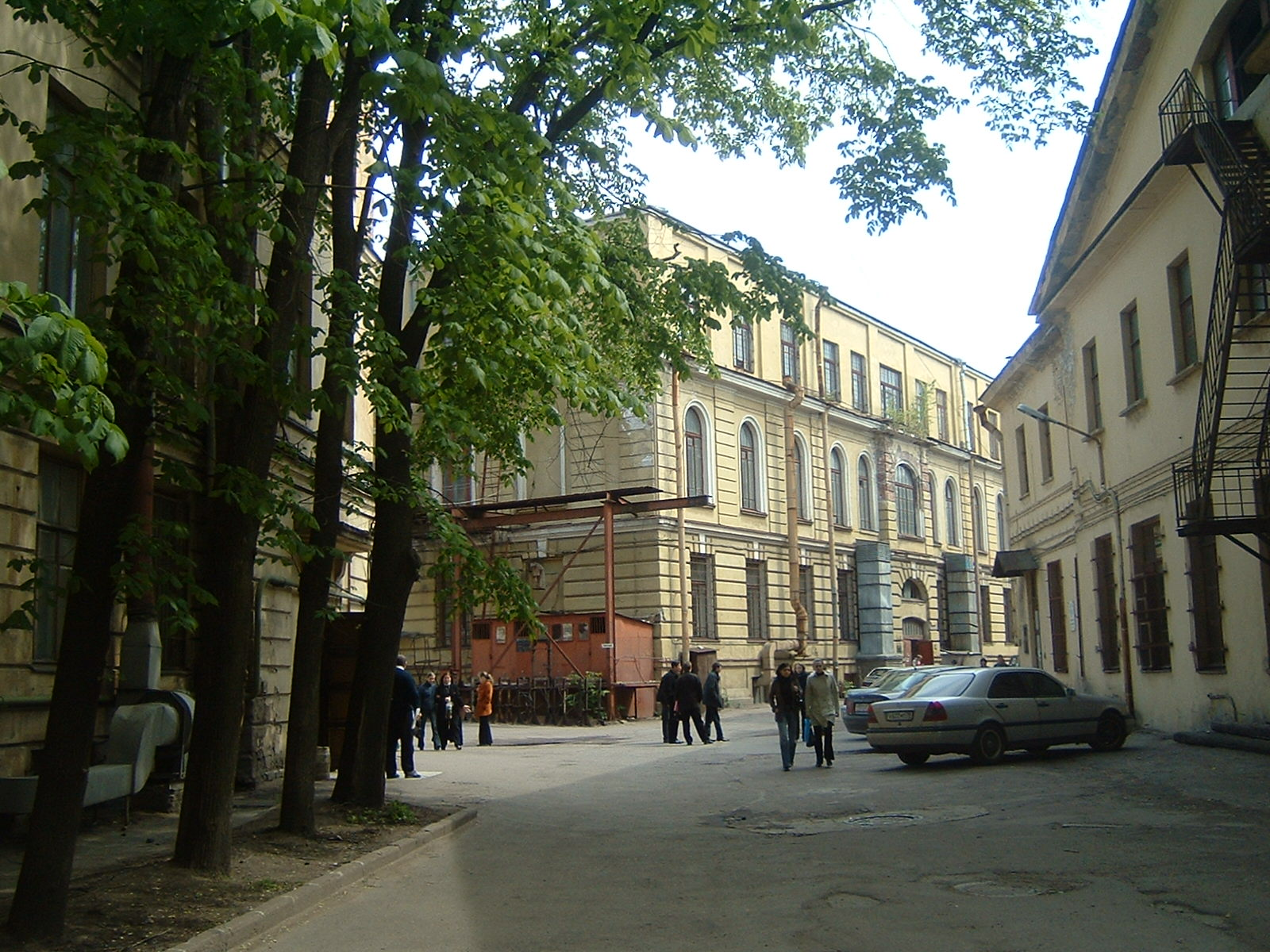
Budynki należące do Instytutu Technologicznego w Petersburgu

W 1862 szkołę przekształcono w wyższą uczelnię - Instytut Technologiczny (IT), do której przyjmowano studentów po uzyskaniu świadectwa dojrzałości. Powstały wówczas dwa wydziały: mechaniczny i chemiczny na których nauka trwała cztery lata, a absolwenci otrzymywali tytuł technologa I lub II stopnia. Pierwszym dziekanem Wydziału Mechanicznego został profesor matematyki Marian Krosnowski zaś dziekanem Wydziału Chemicznego profesor chemii Dymitr Mendelejew. Po roku i przedstawieniu rozprawy nadawano im tytuł inżyniera-technologa. Gdy funkcję dyrektora IT sprawował Iwan Wyszniegradzki w latach 1875-1878 dokonał on gruntownej reformy uczelni według programu wzorowanego na paryskiej École Centrale des Arts et Manufactures. Od tej pory studia trwały pięć lat z tym, że w trakcie ostatniego roku odbywano praktyki i wykonywano kończące prace projektowe. Studenci Instytutu odtąd uzyskiwali gruntowną i wszechstronną wiedzę ze wszystkich dziedzin techniki, fizyki i chemii, a także w ograniczonym zakresie z budownictwa. W rezultacie byli przygotowywani do projektowania większości maszyn i urządzeń, hut, elektrowni, zakładów przemysłowych i procesów technologicznych, taboru kolejowego. Wysoki poziom prowadzonych zajęć zapewniali wykładający na nim wybitni rosyjscy uczeni, specjaliści w zakresie techniki i chemii, tacy jak m.in. noblista Dymitr Mendelejew, pionier mechaniki teoretycznej Iwan Wyszniegradzki, autor fundamentalnej pracy dotyczącej organicznych związków chemicznych Friedrich Konrad Beilstein, Nikołaj Szczukin, Paweł Gołowin, ojciec rosyjskiego przemysłu cementowego Aleksiej Szuljaczenko, twórca przemysłowej metody pozyskiwania kauczuku syntetycznegoSiergiej Lebiediew, twórca teorii tarcia ciał smarowanych Mikołaj Pietrow, pionier i współtwórca telewizji Władimir Zworykin. Absolwenci IT otrzymywali odtąd tytuł inżyniera II kategorii. Reforma ta spowodowała że w szybkim czasie IT stał się jedną z najbardziej renomowanych rosyjskich uczelni technicznych a jego absolwenci  zaczęli stopniowo obejmować najwyższe stanowiska tak w przemyśle, kolejnictwo jak w urzędach państwowych zajmujących się kwestiami gospodarczymi. Wychowankowie Instytutu należeli do założycieli i aktywnych działaczy Rosyjskiego Towarzystwa Technicznego (1866) i Rosyjskiego Towarzystwa Chemicznego (1868). W 1881 Instytut przeszedł pod zarząd Ministerstwa Oświaty a w latach 1896-1917 nosił nazwę Instytut Technologiczny Cesarza Mikołaja I. Jednocześnie w związku z rosnącą liczbą studentów w latach 1890-1910 rozbudowano jego siedzibę. W latach 1837–1914 Instytut ukończyło 5 700 inżynierów. Kolejnymi dyrektorami Instytutu w tych latach byli: inżynier Jakow Iwanowicz Lamański (1863-1869), inżynier Nikołaj Andriejewicz Jermakow (1869-1875). Iwan Aleksiejewicz Wyszniegradzki (1875-1878), inżynier Mikołaj Pawłowicz Iljin (1879-1891), Charlampij Siergiejewicz Gołowin (1891-1902), Dmitrij Stiepanowicz Zernow (1902-1906), Aleksander Aleksandrowicz Woronow (1906-1908) powtórnie  (1908-1913), Gieorgij Filippowicz Depp (1913-1915) i Lew Pietrowicz Szyszko (1915-1920).
W czasie I wojny światowej zajęcia w Instytucie praktycznie zawieszono. W jego głównym budynku umieszczono szpital, a w pozostałych  uruchomiono różnego rodzaju szkolenia dla kierowców i techników służących w armii. W warsztatach i laboratoriach zorganizowano produkcję chloru, materiałów wybuchowych, łusek.

## Petersburski Państwowy Instytut Technologiczny
Od 1917 uczelnia wielokrotnie zmieniała nazwę, m.in. w 1923 był to - Instytut Technologiczny Rady Delegatów Robotniczych, Chłopskich i Czerwonej Armii Piotrogrodzkiej a od 1924 - Instytut Technologiczny im. Czerwonego Sztandaru Instytutu Chemiczno-Technologicznego Pracy im. Rady Miejskiej Leningradu. W latach II wojny światowej rząd sowiecki przeniósł uczelnię wraz ze studentami i personelem do Kazania. Zajęcia w Petersburgu wznowiono po powrocie w 1944. Obecnie uczelnia nosi nazwę Petersburski Państwowy Instytut Technologiczny(ros. Санкт-Петербургский государственный технологический институт). Specjalizuje się w kierunkach politechnicznych, zwłaszcza takich, jak: chemia, cybernetyka i różne kierunki techniczne, aktualnie kształci około 5000 studentów.

## Polacy - wykładowcy i studenci Instytutu
W przeciwieństwie do innych wyższych uczelni Petersburga w Instytucie Technologicznym nie wprowadzono ograniczeń i limitów narodowościowych. Jego wykładowcy związani ze środowiskami liberalnymi i socjalistycznymi powodowali że był ostoją liberalizmu wśród uczelni rosyjskich. Wśród kadry nauczającej nie brakowało też Polaków, byli nimi m.in. wybitny matematyk i wieloletni dziekan uczelni Hipolit Jewniewicz, wykładowca mechaniki Mikołaj Jastrzębski, wykładowca mechaniki Konrad Szelejkowski, profesor chemii Aleksy Rejchel, wykładowca matematyki Marian Krosnowski, wykładowca chemii analitycznej Edward Wincenty Wróblewski, profesor technologii związków organicznych Bronisław Wyleżyński, wykładowca ogrzewania i wentylacji Henryk Wojnicki, wykładowca geodezji Edward Kowerski, wykładowca i projektant Jan Zajączkowski, wykładowca rysunku architektonicznego Bolesław Różański, wykładowca architektury Michał Ryłło, wykładowca i projektant parowozów Antoni Xsiężopolski, profesor statyki graficznej Stanisław Łoskiewicz, wykładowca technologii węglowodanów Kazimierz Smoleński, wykładowca technologii produktów spożywczych Wacław Iwanowski, asystent w zakresie farbiarstwa i barwników Stanisław Maciej Krosnowski, asystent chemii analitycznej Władysław Jarkowski oraz jego brat pionier lotnictwa Witold Jarkowski. Przy bibliotece Instytutu istniał także specjalny dział polski zawierający poza beletrystyką opracowania techniczne. Stąd IT był od lat 70. XIX wieku najchętniej wybieraną przez Polaków uczelnią w Petersburgu. Stosunki między studentami Rosjanami a Polakami także układały się w większości wypadków poprawnie. Pierwszym Polakiem który ukończył uczelnię w 1839 był Stefan Ostrowski. Kolejnymi absolwentami byli w: 1845 - Henryk Lemkiel, 1850 - Jan Bajkowski, 1851 Michał Wysocki. 1857 - Jan Krzeczkowski, 1858 Dominik Bury,  w 1859 Konstanty Ludwicki. Po przekształceniu szkoły w uczelnię wyższą kolejnymi absolwentami z tytułem technologów byli w: 1863 - Jan Lipski, Wincenty Muraszko, Wincenty Grandkowski, w 1865 - Ignacy Muraszko, w 1866 - Włodzimierz Korwin-Krukowski, Szymon Malewski, Juliusz Płonowski, Aleksander Piórowicz, w 1867 -  Aleksander Makowski, Jan Rostkowski, Julian Rudzki. Od 1868 liczba Polaków kończących Instytut znacząco wzrosła. Szacuje się że w latach 1837-1914 stanowili oni około 1 300 osób co stanowiło prawie 1/4 wszystkich absolwentów. Po strajkach szkolnych podczas Rewolucji 1905 liczba studiujących w IT Polaków spadła ok. 1910 r. do 20%. Do polskich studentów i absolwentów uczelni należało wielu znakomitych specjalistów oraz osób aktywnych społecznie i politycznie, m.in. Henryk Adamowicz, Mieczysław Bronikowski, Wiktor Bulewski, Tadeusz Ciświcki, Zdzisław Dąbrowski, Władysław Dehnel, Bogdan Dębicki, Piotr Drzewiecki, Konstanty Dzierżanowski, Jan Ignacy Grinhof, Władysław Hackiewicz, Ignacy Hryniewiecki, Jerzy Iwanowski, Wacław Iwanowski, Tadeusz Jasionowski, Antoni Kaczorowski, Czesław Klarner, Piotr Karasiński, Wacław Kawiński, Stefan Kossuth, Antoni Kozierowski, Edmund Kmita, Władysław Kunicki, Franciszek Kuropatwiński, Władysław Lubiński, Stanisław Maksimowicz, Antoni Olszewski, Wacław Paszkowski, Stanisław Patschke, Edward Pepłowski, Stanisław Pękosławski, Jan Piotrowski, Mieczysław Pożaryski, Ksawery Prauss, Ignacy Radziszewski, Zdzislaw Rauszer, Władysław Rawicz-Szczerbo, Paweł Romocki, Leon Skibiński, Leopold Sobański, Kazimierz Smoleński, Władysław Srzednicki, Zygmunt Strzelecki, Teofil Szopa, Emil Świda, Roman Świda, Henryk Umiastowski, Wiktor Wagner, Ludwik Waryński, Andrzej Wierzbicki, Jan Wlekliński, Jan Wojciechowski, Jerzy Wojciechowski, Bolesław Wysłouch, Antoni Xiężopolski, Oktawian Zagrobski, Marian Adolf Zakrzewski, Stanisław Zakrzewski, Konstanty Zalewski, Konstanty Żórawski. Od 1867 na uczelni działała Kasa Samopomocy Studentów Polaków (w 1890 weszła w skład Ogólnostudenckiej Kasy Polskiej w Petersburgu). Od 1869 działała także pełniąca funkcję czytelni i klubu polskiego Kuchnia Studencka. Gustaw Kamieński (1848–1930) i Stanisław Glezmer (1853–1916) założyli i opracowali statut samopomocowego Towarzystwa Absolwentów Instytutu Technologicznego, które od 1895 r. funkcjonowało jako Koło Inżynierów Technologów. Po utworzeniu w 1898 w Warszawie Stowarzyszenia Techników Polskich weszło w jego skład jako Koło Byłych Wychowańców Petersburskiego Instytutu Technologicznego.

## Zob. też
- Oficjalna strona uczelni. technolog.edu.ru. [zarchiwizowane z tego adresu (2012-03-23)].
- Zbigniew Tucholski: Polska kadra i studenci Instytutu Technologicznego w Petersburgu. polskipetersburg.pl.